# Magnus Agricola
Pour les articles homonymes, voir Agricola.
Œuvres principales
Von der Catholischen Christlichen Lehre Augspurgischer Confession (1599)
Compléments
Participe au Religionsgespräch de Ratisbonne en 1601
Magnus Agricola (né vers 1556 à Holzheim près de Neu-Ulm et décédé le 28/29 septembre 1605 à Neubourg sur le Danube) était un ordinaire ecclésiastique luthérien et théologien allemand.
Neveu et héritier spirituel du célèbre humaniste Pierre Agricola, diplomate et homme d'État sud-allemand, il fut pasteur, surintendant et inspecteur ecclésiastique à Neubourg. 
Auteur de plusieurs ouvrages défendant la confession d'Augsbourg, il participa notamment au Religionsgespräch de Ratisbonne en 1601.

## Origines
Magnus Agricola passe son enfance dans la région d'Ulm (Bade-Wurtemberg). Son grand-père Magnus Baur (Agricola) (Steinheim, vers 1470 - Holzheim, 1531), après des études avec distinction à Ingolstadt (Bavière), s'était rendu à Rome pour y séjourner auprès d'un cardinal bénédictin (Jean Bilhères de Lagraulas), à qui il avait été recommandé, et consommer ses progrès dans les sciences et dans la piété avant de rejoindre l'abbaye bénédictine d'Elchingen ; las cependant des désordres de la ville éternelle et scandalisé par les dérives du pouvoir suprême de l'Église, d'une part par l'ignorance et la dépravation qu'il y vit du pape Alexandre VI (dont le népotisme et la débauche déshonoraient la dignité pontificale) et d'autre part par l'attitude belliqueuse du futur pape Jules II, il s'enrôla alors dans les troupes du Saint-Empire qui servaient en Italie pendant l'expédition du roi de France Charles VIII et participa aux 
opérations militaires dans la péninsule (1494/95-1497) avant de revenir, une fois ces troupes congédiées (1497), en Allemagne où il devint administrateur et juge à Holzheim, tout en s'intéressant aux travaux de Martin Luther.

## Formation
D'abord étudiant boursier, Magnus Agricola entra au « Gymnasium Illustre » de Lauingen (Bavière) à l'âge de dix ans (1566), probablement par l'influence de son oncle, lequel avait lui-même été recteur à Lauingen avant de devenir conseiller princier du souverain de Neubourg. Son maître en théologie fut à Lauingen le docteur Philipp Heilbrunner, éminent théologien de son époque. Il restera dix années à la Fürstl. Landesschule de Lauingen jusqu'en 1575, encouragé par Pierre Agricola qui, impressionné par son niveau intellectuel, décida de le recommander au prince Philippe-Louis de Wittelsbach, duc en Bavière et comte palatin du Rhin régnant à Neubourg. Ce dernier accepta de financer les études universitaires du futur ministre du culte.
Magnus Agricola rejoignit ainsi la très renommée université de Tübingen (Wurtemberg) en 1576 et y suivit des cours de latin, grec, histoire, philosophie et théologie protestante. Immatriculé le 5 janvier 1576 sous la signature "Magnus Agricola Holtzensis", il étudia à Tübingen plusieurs années (1576-1582), y obtenant le grade de licence (Baccalaureus) le 27 mars 1577 puis celui de master (Magister) le 30 juillet 1578, et y fut l'auteur d'une dissertation présidée par le docteur Jacob Heerbrand en 1582.

## Théoricien
Il fut ensuite diacre à Neubourg (St. Peter) en 1582-1583, pasteur de Neubourg (Frauenkirche) de 1583 à 1599, Hofdiakon (pasteur à la cour à Neubourg) de 1599 à 1603, pasteur et surintendant à Neubourg de 1603 à sa mort en 1605. Inspecteur ecclésiastique, il fut également conseiller et assesseur consistorial, membre du conseil de l'Église du Palatinat de 
Neubourg (Pfarrer, Superintendent, Konsistorialrat, Inspektor, Kirchenrath, Konsistorialassessor).
Magnus Agricola prit part aux colloques œcuméniques de 1593 à Neubourg (luthériens contre calvinistes) et de 1601 à Ratisbonne (luthériens contre catholiques) comme théologien du prince de Neubourg.
Auteur de plusieurs publications dont un ouvrage majeur de théologie (1599, réédité en 1602) de 300 pages où il défend la thèse selon laquelle le vrai catholicisme est représenté par la confession d'Augsbourg, il répondit à un ouvrage publié par un jésuite revendiquant l'autonomie des luthériens et dont il était en désaccord. Il critiqua, de même, le caractère extraordinaire du baptême.
Il s'occupa également de préparer les travaux de l'édification de la nouvelle église (Frauenkirche) de Neubourg, vers la fin de sa vie (1602-1605).

## Mort
Magnus Agricola décéda subitement d'une apoplexie dans la nuit du 28 au 29 septembre 1605, peu après minuit. Ses funérailles furent présidées par Jacob Heilbrunner, prédicateur à la cour du Palatinat de Neubourg, qui le décrit dans son homélie funèbre comme une personne très active, loyale, assidue et zélée auprès de tous ses collègues, surintendants et pasteurs des églises, et des enseignants de tout le duché, ainsi que de ses paroissiens, et connu de tous.
Par son épouse Anna Maria Motz, originaire de Lauingen et fille d'un ancien étudiant de Tübingen, percepteur princier en chef des droits d'accise du Palatinat-Neubourg, qu'il avait épousée le 10 janvier 1586 à Lauingen, il était le beau-frère de Dietrich (Theodor) Hess, conseiller princier du Palatinat-Neubourg et envoyé diplomatique au Danemark, en Allemagne du Nord, à Londres et pendant plusieurs années à la cour de France à Paris comme ambassadeur permanent auprès du roi Henri IV et de la régente Marie de Médicis.
Son fils (diplômé du grade de Magister de la prestigieuse université de Wittenberg) et son petit-fils (ancien étudiant des universités de Tübingen, Strasbourg et Wittenberg, auteur d'une thèse de contradiction apportée à Martin Bécan) furent également pasteurs luthériens, de même que son gendre Johannes Münderlein, dernier prélat luthérien de Neubourg avant la recatholicisation du duché en 1617, puis pasteur et surintendant ecclésiastique de Ratisbonne.

## Œuvres
- Propositiones de Creation. Disputationis gratia propositae in Collegio Lauingano, 2. Decemb. Anno 1575. Praeside M. PHILIPPO HAILBRUNNERO, Theologiae professore : Respondente vero MAGNO AGRICOLA Holtzensi. Lauingen : Philippus ULHARDUS, 1575. 16 p. (ex. numérisé, Studienb. Dillingen, BSB München)

- Disputatio, DE SCRIPTURAE SACROSANCTAE INTERPRETATIONE. Sancta et individuae Triadis auspicio, Authore & Praeside, JACOBO HEERBRANDO DOCTORE ET PROFESSORE S.S. Theologiae in inclyta Tubingensi Academia, Rectorea Magnifico, Praeceptore suo omniobservantia colendo. M. Magnus Agricola Holtzensis, Febru 3 in Aula nova, hora septima, exercitis causa, pro virili respondebit. Tübingen : Alexander HOGGIUM, 1582. 28 p. (ex. Ratsbibiliothek Weißenburg)

- Christliche Leichpredig, Uber der Begräbnuß, Weilund deß Ehrnvesten Hochgelerten Herren Johann Frölichs von Laugingen, der Rechten Doctorn unnd fürstlichen Pfalzgràvischen Raths zu Neuburg an der Donaw so der orten, den 17. Aprilis, dises lauffenden Jars, seligklich inn Christo verschieden : Gehalten den 19. Aprilis / Durch M. Magnum Agricolam, Pfarrern bey vnser Frawen daselbsten. Lauingen : Leonhardt REINMICHEL, 594. 28 p. (ex. Bibl. St. Mang. Kempten, Eichstätt)

- Christliche Leichpredig, Uber der Begräbnuß, Weilund deß Ehrenvesten Herrn Pauli Rabus von Memmingen, Fürstlichen Pfaltzgrävischen Lehenprobsts, Secretarien unnd Registratorn zu Neuburg an der Donaw : Gehalten den 4. Octobris, Anno 1594. Durch M. Magnum Agricolam, Pfarrern zu unser Frawen daselbst. Lauingen : Leonhard REINMICHEL, 1594. 19 p. (ex. SB Augsburg et StB Nördlingen)

- Von der Catholischen Christlichen Lehre Augspurgischer Confession, Vnd dem Vncatholischen Heydensüchtigen Pabstumb : Wider die Päbstische bezüchtigung, Das durch die Freystellung Augspurgischer Confession ein Vncatholische, newe, ärgerliche Confusion in der Christlichen Kirchen geduldet oder freygestellet werde, Lauingen, Leonhardt REINMICHEL, 1599. 302 p. (ex. numérisé, BNU Strasbourg, SB Augsburg, Studienb. Dillingen, FB Gotha, BSB München, Staatl. B. Regensburg, LB Stuttgart, HAB Wolfenbüttel)

- Narratio Historica de Vita et Obitu M. Petri Agricolae, Consiliarii Palatini Neuburgici, ac Bipontini, Conscripta à M. Magno Agricola, Pastore gregis Dominici ad B.Mariam Virginem, Neuburgi. IN : Oratio In Obitvm Clarissimi, Atqve Omni Liberali Scientia politissimi viri, ... Petri Agricolae, quondam ... Philippi Lvdovici , & D. Ioannis, Com. Palatinorum Rheni, & Boiariae Ducum, fratrum Praeceptoris, & postea Consiliarij : Habita In Schola Palatinâ Lauinganâ / à S. Ostermanno, I. V. Doctore, eiusdem scholae Rectore. Lauingen : Vve Leonhard REINMICHEL, 1600. 63f. (Studienb. Dillingen, UB Heidelberg, Staatl. B. Neuburg/Donau (verlust), Staatl. B. Regensburg)

- Gründlicher Beweis/ das es nicht war sey/ Das durch die Augspurgische Confession zu widereinführung eines Barbarischen Heydenthum[m]s ursach geben werde. Und Gegensatz/ Das zu solcher einführung viel mehr das widerwertige Papstumb ursach und anleytung gebe : Wider Das Päpstische und diß Jahr abermal getruckte Buch von der Autonomia, darinn der Christlichen Lehre Augspurgischer Confession gedachtes Heydenthum[m] zugemessen wirdt / Durch M. Magnum Agricolam, Pfarrherrn zu Newburg an der Thonaw. Lauingen : Jacob WINTER, in Verlegung Sebastian MÜLLERS, 1602. 301p. (ex. UB Halle, LB Stuttgart, BU Wroclaw)